# 이익준비금
이익준비금은 매 결산기의 이익에서 적립이 강제되는 준비금으로서 법정준비금의 일종이다. 본래 배당할 수 있는 이익이지만 회사·회사채권자·주 주 등의 보호를 위하여 자본유지의 요청에 의거하여 인정된 제도이다.
물적회사(物的會社：株式會社가 그 전형임)는 그 자본의 2분의 1에 달할 때까지 매 결산기의 현금배당액의 10분의 1 이상을 적립하지 않으면 안된다. 이 최소한도액을 넘어서 적립을 한 경우라도 그 금액이 자본의 2분의 1에 달할 때까지는 법정준비금(法定準備金)이 된다. 자본의 2분의 1의 한도액을 넘어 적립한 초과액은 임의준비금(任意準備金)의 성질을 가진다. 이익준비금은 준비금의 자본전입외에 자본의 결손보전을 위하여서만 사용할 수 있다.

## 법령
- 상법 제458조(이익준비금)